# Bonnetia fasciculata
Bonnetia fasciculata là một loài thực vật có hoa thuộc họ Clusiaceae.
Loài này chỉ có ở Venezuela.